# Marian Damaschin
Marian Damaschin (n. 1 mai 1961 în Urziceni, România) este un fost atacant român de fotbal.

## Activitate
- Rapid București (1983-1984)
- Politehnica Iași (1984-1985)
- Dinamo București (1985-1987)
- Victoria București (1987-1989)
- Dinamo București (1989-1991)
- Feyenoord (1991-1992)
- Grenoble (1992-1994)